# 中行喜
中行喜（?—?），春秋时期晋国大夫。他是栾盈的好友。前552年，范宣子士匄驱逐栾盈一党，知起、中行喜、州绰、邢蒯随栾盈出奔齐国。